# Franz Breckheimer

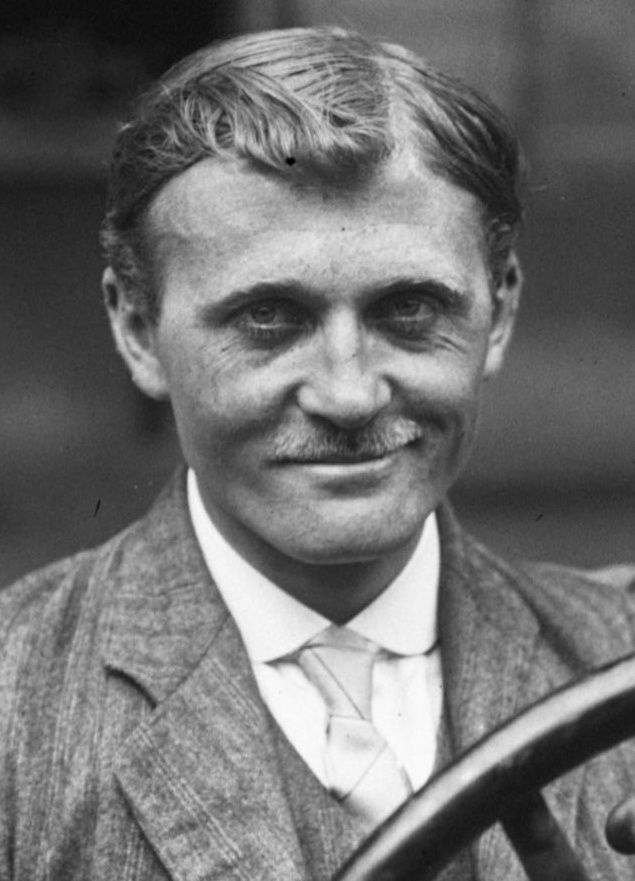
Franz Breckheimer, 1914

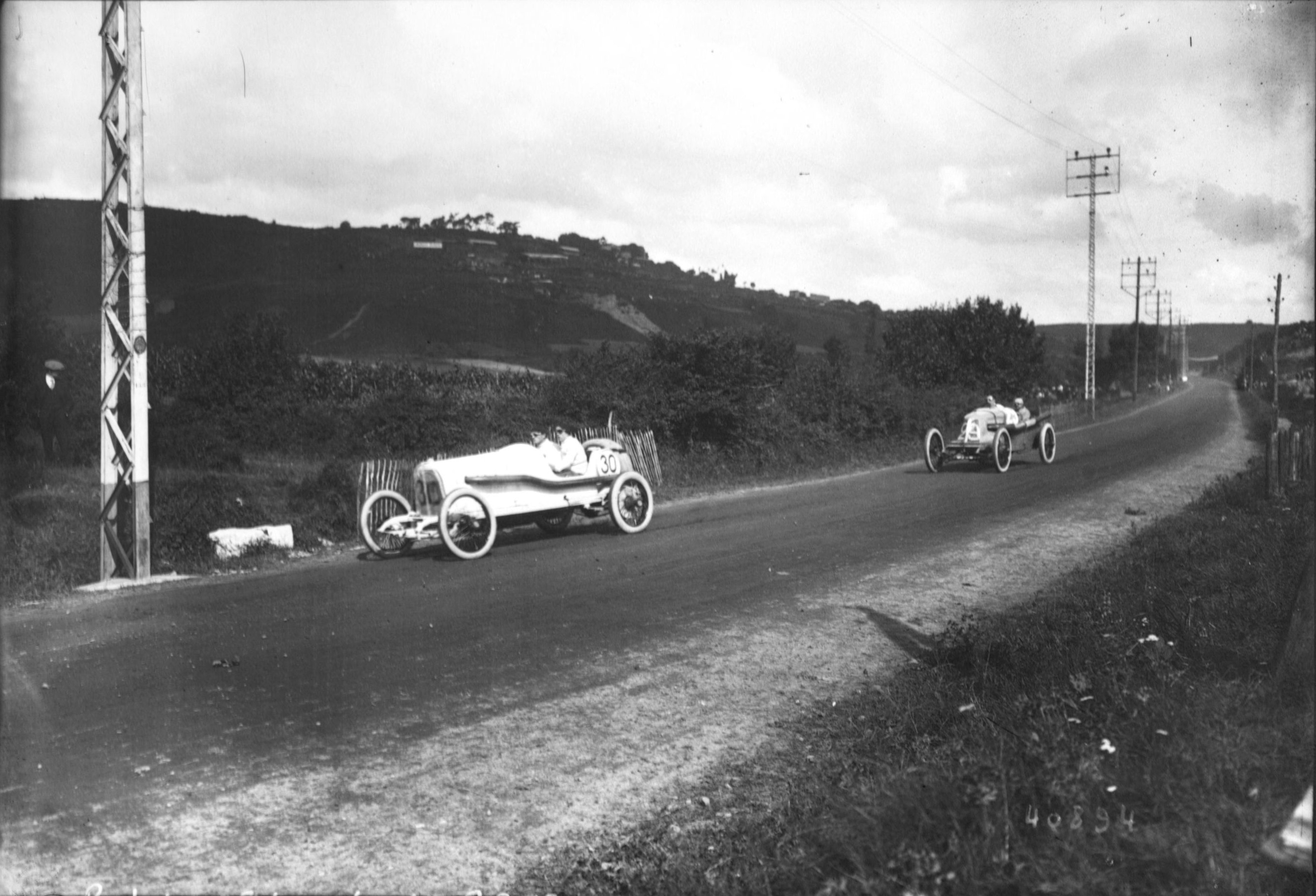
Maurice Tabuteau (Alda) gefolgt vom Franz Breckheimer beim Großen Preis von Frankreich 1914

Franz Breckheimer (bl. 1910er-Jahre) war ein deutscher Automobilrennfahrer.
Breckheimer war vor dem Ersten Weltkrieg Werksfahrer bei Opel. Er startete am 4. Juli 1914 beim Großen Preis von Frankreich, der auf dem etwa 37,6 km langen Circuit de Lyon ausgetragen wurde, und pilotierte neben Nummer-1-Fahrer Carl Jörns und Emil Erndtmann einen weiß lackierten Opel Grand Prix Rennwagen mit 4,5-Liter-Reihen-Vierzylindermotor.
Breckheimer schied – wie sein Teamkollege Erndtmann auch – in der neunten Runde des bei großer Hitze über 20 Umläufe und somit etwa 750 km führenden Rennens aus nicht genau überliefertem Grund (durch Unfall oder technischen Defekt) aus. Das Rennen, das im Nachhinein oft als der größte Grand Prix aller Zeiten bezeichnet wurde, endete mit einem Dreifachsieg der Mercedes-Piloten Christian Lautenschlager, Louis Wagner und Otto Salzer. Nur wenige Wochen später wurde ganz Europa vom Ersten Weltkrieg erfasst, womit der Großen Preis von Frankreich 1914 heute als auch das Ende des „heroischen Zeitalters“ im Automobilsport gilt.